# 吳恩融
吴恩融（英語：Edward Ng Yan Yung，1961年8月—），香港建筑师，中文大学建筑系教授，曾獲得红十字会「香港人道年奖」。此外，亦獲建筑界殿堂大奖「英國建築師學會2006年年獎」和「英國建築師學會2009年年獎」和具重要性的獎項包括香港建築師學會二○○五年年獎與國際建築師雜誌《The Architectural Review 》二○○五年建築獎。
吴恩融现为香港中文大学姚连生建筑学教授。1992 年自英国剑桥大学获得博士学位后，他曾在多所世界知名的大学，包括美国麻省理工大学，从事研究及教学工作。生态可持续建筑和都市气候的城市规划是吴教授多年来重点关注的研究领域, 他开创并亲自主持香港中文大学建筑学系可持续环境设计理学硕士课程（页面存档备份，存于）。作为香港特区政府的环境顾问，吴教授为香港政府制定了香港建筑天然采光能效的建筑规范，空气流通评估准则及其技术性方法，以及用作城市规划的香港都市气候图。吴教授曾发表超过500份研究论文报告及三本专书。他更两度获得英国皇家建筑师学会国际大奖，及两度获得联合国教科文组织亚太区文化遗产保护奖。吴教授亦获香港红十字会颁发「香港人道年奖2010」。

## 背景
吴恩融有一姊一弟一妹，早年在九龍大磡村居住，父親在紅磡的工業大廈經營塑膠廠。吳恩融就讀土瓜灣聖三一堂小學。小時候已經學習空手道自衞，是空手道黑帶。1972年小學畢業後被派到獻主會聖母院書院就讀中學。直至1978年中五畢業，他在同年的香港中學會考中考獲C和E級成績。其求學階段的成績屬下游。吳恩融及後在廖寶珊紀念書院讀預科，兩個月後退學。同時到地盤工作。不久，他在禮頓道英國文化協會附近工作時留意到去英國留學的學費不高，加上在自己想到英國觀看建築的念頭驅使下，他向家人提出留學的要求。結果開展了其負笈海外的旅程。吳恩融赴英期間於英格蘭哈特福郡韋林花園市De Havilland College重讀預科。完成課程後以優異成績考入諾丁漢大學建築系，並以一級榮譽畢業。
然而，由於學費增加，他分別到肯德基賣雞、赫特福德大學刷地板和英國航空的飛機廠倒垃圾以及一所餐館洗薯仔以賺取學費。當他完成學士學位便在曼彻斯特大学修讀建筑学碩士学位，並以全班第一名 "設計及論文雙優" 成績畢業。吳思融其後在倫敦當兩年見習建築師，至1988年取得建築師牌照。遂在英國開公司做生意。1988年，他回到香港報考英聯邦獎學金計劃以為報讀英国剑桥大学建筑学博士学位及從事環保教育工作鋪路。在1991年畢業後成立設計事務所和在雪菲爾大學教授建築學。他在1994年在美國麻省理工學院當研究員，又在新加坡國立大學教書。於1999年才開始在香港中文大學授課。作爲香港特區政府的環境顧問，吳教授為香港政府制定了香港建築天然採光能效的建築規範，空氣流通評估準則及其技術性方法，以及用作城市規劃的香港都市氣候圖。吳教授亦為新加坡、澳門及中國內地多個省市的政府和機構制定都市氣候圖。
有见山区学童上学困难，吴教授于2005年发起了建桥计划，联同香港中文大学及其他大学的学生和一众专业人士在中国甘肃省成功建成首座「无止桥」。其后他于2007年成立无止桥慈善基金，并担任创会主席直至2013年。在建桥同时，吴教授于2006年带领其建筑学系学生为广西贫困山区红邓屯的少数民族兴建新校舍，项目名为「瑶学行」，并为当地学童提供授课服务。2014年初，吴教授洞察到中国西南部贫困偏远农村的文化及社会经济需要，便筹组及推行「一专一村（页面存档备份，存于）」计划 ，与他的学生继续从事人道工作。「一專一村」計劃的光明村災後重建項目在柏林舉行的 2017 年世界建築節 (WAF) 上獲得了最高榮譽 - 世界建築大獎。吴教授深信知识创造未来，而这正是学术界应肩负的责任。 

## 家庭生活
吳恩融已婚，其妻為台灣人。二人於1992年成婚，婚後育有兩名兒子。